# Provincia Parwan
Provincia Parwan (paștună și persană: پروان) este una dintre provinciile Afganistanului. Este localizată în partea nord-estică a statului.